# Артур, Эллен Льюис Хёрндон
Эллен Льюис Хёрндон Артур (англ. Ellen Lewis Herndon Arthur; 30 августа 1837 — 12 января 1880) — супруга президента США Честера Артура.

## Биография
Эллен Хёрндон родилась в Калпепере, Виргиния, в семье военно-морского офицера Уильяма Льюиса Хёрндона, получившего известность в 1857 году, когда он спас экипаж и пассажиров корабля «Центральная Америка» во время шторма, и Фрэнсис Элизабет Хансборо Хёрндон. Эллен также была племянницей коммандера военно-морских сил США Мэтью Фонтейна Мори.

## Роман и свадьба
Эллен Хёрндон была представлена Честеру Артуру в 1856 году в Нью-Йорке её двоюродным братом Дебни Хёрндоном. После краткого ухаживания Артур сделал ей предложение в отеле городка Саратога-Спрингс, штат Нью-Йорк.
25 октября 1859 года состоялась свадьба Эллен Хёрндон и Честера Артура в Епископальной церкви Кэлвери в Нью-Йорке. Бракосочетание было в день рождения отца Эллен, Уильяма Льюиса.
Обладая сопрано, Эллен Артур пела в Нью-Йорке в Мендельсон-Гли-клубе. Крепкий брак супругов был напряжён политической жизнью Честера и Гражданской войной. В то время как муж был в нью-йоркском ополчении во время конфликта, Эллен тайно сочувствовала Конфедерации, на стороне которой воевали многие её родственники.

## Дети
У супругов Артур было два сына и дочь:
- Уильям Льюис Хёрндон Артур (1860—1863)
- Честер Алан Артур II (1864—1937) — в 1885 году окончил Принстонский университет и далее поступил в Колумбийскую юридическую школу, однако впоследствии вёл жизнь плейбоя. На смертном одре президент Артур предупредил сына не идти в политику. В 1900 женился на Майре Таунсенд. В 1927 году пара развелась. В конечном счёте он обосновался в Колорадо-Спрингсе. В 1934 году женился на Ровене Грейвс, занимавшейся недвижимостью и страховым делом.
- Эллен Хенсборо Хёрндон Артур (1871—1915) — вышла замуж за Чарльза Пинкертона, проживала в Нью-Йорке.

## Смерть
В январе 1880 Эллен Артур, отличавшаяся слабым здоровьем, простудилась после поездки на концерт. У неё развилась пневмония, и спустя два дня, 12 января 1880 года, миссис Артур скончалась. Была похоронена в семейном склепе в Олбани, Нью-Йорк.
Сестра президента, Мэри Макелрой, исполняла обязанности Первой леди и заботилась о детях покойной.